# Quasi-contract
Het woord quasi-contract of oneigenlijke overeenkomst is in België een woord dat meestal in het meervoud gebruikt wordt. De term 'quasi-contracten' is een verzamelnaam voor verbintenissen die niet door onrechtmatige daad of door wilsovereenstemming tot stand komen. De quasi-contracten zijn de zaakwaarneming, de onverschuldigde betaling en de verrijking zonder oorzaak. De term "quasi-contract" wordt gebruikt aangezien de gevolgen sterk lijken op de gevolgen van een contract. Toch zijn er enkele verschillen.
Artikel 1371 van het Burgerlijk Wetboek geeft een 'definitie' van de quasi-contracten: 'Oneigenlijke contracten zijn geheel vrijwillige daden van de mens, waaruit enige verbintenis ontstaat jegens een derde, en soms een wederzijdse verbintenis voor beide partijen'. Er is evenwel geen algemene theorie van de quasi-contracten.
De zaakwaarneming wordt geregeld door de artikelen 1372 tot 1375 van het Burgerlijk Wetboek. De zaakwaarneming is dus in de systematiek van het Burgerlijk Wetboek het eerste quasi-contract.
De onverschuldigde betaling wordt geregeld in de artikelen 1376 tot 1381 van het Burgerlijk Wetboek. De onverschuldigde betaling is in het Burgerlijk Wetboek het tweede quasi-contract. Men zou zich op de onverschuldigde betaling kunnen beroepen indien men bv. per ongeluk een bedrag stort op de bankrekening van een derde.
De verrijking zonder oorzaak wordt niet door het Burgerlijk Wetboek geregeld. Zij is een schepping van rechtspraak en rechtsleer. De verrijking zonder oorzaak is het derde quasi-contract. Het Hof van Cassatie definieert de verrijking zonder oorzaak als volgt:
Verrijking zonder oorzaak berust op het algemeen beginsel van billijkheid, volgens hetwelk niemand zich zonder oorzaak ten koste van een ander mag verrijken en elke prestatie gecompenseerd moet worden met een daarmee overeenstemmende prestatie; er is sprake van verrijking zonder oorzaak wanneer iemand, door zijn eigen daad, een ander verrijkt waardoor hij zichzelf tegelijkertijd zal verarmen, zonder dat die verrijking of verarming door enige oorzaak of reden gerecht-vaardigd wordt.
Quasi-contracten komen vaker voor dan men op het eerste gezicht zou denken. Zo is het concept van wisselgeld juridisch-technisch gebaseerd op de onverschuldigde betaling, aangezien men initieel een grotere som betaalde dan nodig was.
De kenmerkende eigenschap van de quasi-contracten is hun ontstaan op grond van een rechtsfeit waardoor een derde een onverschuldigd voordeel verwerft. Op grond daarvan zouden zij terecht in een aparte categorie ondergebracht kunnen worden. Dat is dan ook het enige nut van het begrip 'quasi-contract'.